# يانيف كاتان
يانيف كاتان (بالعبرية: יניב קטן‏) هو لاعب كرة قدم إسرائيلي (27/1/1981) يلعب حاليا لصالح نادي مكابي حيفا.

## مسيرته الكروية
لعب يانيف كاتان خلال مسيرته الاحترافية مع ناديين في سبعة عشر موسمًا وسجل خلالها 79 هدفًا ضمن 470 مباراة. ولم يفز بأي موسم بالكأس وفاز في سبعة مواسم بالدوري.
خاض يانيف كاتان مسيرته مع نادي مكابي حيفا في موسم 1998–99 في المرة الأولى ليلعب معه ثمانية مواسم ثم في موسم 2006–07 ليلعب معه ثمانية مواسم، مشاركًا طوالها في 464 مباراة سجل خلالها 79 هدفًا. ثم انتقل إلى نادي وست هام يونايتد في موسم 2005–06 لمدة موسم واحد، حيث شارك في 6 مباريات ولم يسجل أي هدف.

## روابط خارجية
- يانيف كاتان على موقع قاعدة بيانات كرة القدم.إي يو (الإنجليزية)
- يانيف كاتان على موقع ناشيونال فوتبول تيمز (الإنجليزية)
- يانيف كاتان على موقع Soccerbase.com (لاعب) (الإنجليزية)
- يانيف كاتان على موقع Soccerway.com (الإنجليزية)
- يانيف كاتان على موقع عالم كرة القدم.نت (الإنجليزية)
- يانيف كاتان على موقع كووورة
- يانيف كاتان على موقع AS.com (الإسبانية)